# Hipoproteinemia
Hipoproteinemia – zmniejszenie stężenia białek (lub ich jednej frakcji) we krwi. Hipoproteinemia dzieli się na rzekomą i prawdziwą.
Hipoproteinemia rzekoma wywoływana jest zmniejszeniem stężenia ilości białek w osoczu krwi i występuje u chorych przewodnionych. Istnieją różne przyczyny hipoproteinemii prawdziwej do których należy zaliczyć, niedostateczną podaż białka (np. wynikającą z nieodpowiedniego odżywiania lub niedożywienia), upośledzenie wchłaniania białek z przewodu pokarmowego, nadmierną utratę białka przez przewód pokarmowy, nerki, skórę, płuca czy przy przewlekłym krwawieniu z różnych narządów; niedostateczną biosyntezę białka. Hipoproteinemia może towarzyszyć stanom wzmożonego katabolizmu białkowego, występującym przy takich schorzeniach jak, posocznica, nadczynność tarczycy, choroby nowotworowe. Hipoproteinemia występuje przy marskości wątroby, chorobach nerek – nadmierna utrata białka przez nerki (zespół nerczycowy, kłębkowe zapalenie nerek, skrobiawica, cukrzyca), w przypadku występowania oparzeń, stanów zapalnych skóry z wysiękiem - nadmierna utrata białka przez skórę, przy nadmiernej utracie białka przez płuca (rozstrzenie oskrzeli), przy przewlekłym krwawieniu z różnych narządów, w niedostatecznej syntezie białka (stany uszkodzenia miąższu wątroby).